# Kopernicij
Kopernicij je kemijski element atomskog (rednog) broja 112 i atomske mase 285. U periodnom sustavu elemenata predstavlja ga simbol Cn.
Kopernicij su u veljači 1996. godine otkrili S. Hofmann i suradnici iz GSI (Gesellschaft für Schwerionenforschung), Darmstadt (Njemačka).
Kopernicij je sintetska radioaktivna kovina.
19. veljače 2010, IUPAC je nakon sedmomjesečne rasprave dodijelio Ununbiju ime Kopernicij, po poljskom astronomu Nikoli Koperniku